# Temporada 1947-48 de los St. Louis Bombers
La Temporada 1947-48 fue la segunda de los St. Louis Bombers en la BAA. La temporada regular acabó con 29 victorias y 19 derrotas, ocupando el primer puesto de la División Oeste, clasificándose para los playoffs en los que cayeron derrotados en semifinales por los Philadelphia Warriors.

## Temporada regular
| # | División Oeste        | División Oeste | División Oeste | División Oeste | División Oeste |
| # | Equipo                | G              | P              | %              | PD             |
| - | --------------------- | -------------- | -------------- | -------------- | -------------- |
| 1 | x- St. Louis Bombers  | 29             | 19             | .604           | –              |
| 2 | x-Baltimore Bullets   | 28             | 20             | .583           | 1              |
| 3 | x-Chicago Stags       | 28             | 20             | .583           | 1              |
| 4 | x-Washington Capitols | 28             | 20             | .583           | 1              |

## Playoffs

### Semifinales
Philadelphia Warriors - St. Louis Bombers
| Fecha       | Partido                                        | Ciudad      |
| ----------- | ---------------------------------------------- | ----------- |
| 23 de marzo | Philadelphia Warriors 58, St. Louis Bombers 60 | Saint Louis |
| 25 de marzo | Philadelphia Warriors 65, St. Louis Bombers 64 | Saint Louis |
| 27 de marzo | St. Louis Bombers 56, Philadelphia Warriors 84 | Filadelfia  |
| 30 de marzo | St. Louis Bombers 56, Philadelphia Warriors 51 | Filadelfia  |
| 1 de abril  | Philadelphia Warriors 62, St. Louis Bombers 69 | Saint Louis |
| 3 de abril  | St. Louis Bombers 61, Philadelphia Warriors 84 | Filadelfia  |
| 6 de abril  | Philadelphia Warriors 85, St. Louis Bombers 46 | Saint Louis |
|             | Philadelphia gana las series 4-3               |             |

## Estadísticas
| Rk | Jugador        | Edad | P  | PT | MP | TC  | TCI  | %TC  | 3P | 3PI | %3P | TL  | TLI | %TL  | RO | RD | RT | AS  | RB | TAP | BP | FP  | PTS  |
| -- | -------------- | ---- | -- | -- | -- | --- | ---- | ---- | -- | --- | --- | --- | --- | ---- | -- | -- | -- | --- | -- | --- | -- | --- | ---- |
| 1  | John Logan     | 27   | 48 |    |    | 4.6 | 15.3 | .301 |    |     |     | 4.2 | 5.7 | .743 |    |    |    | 1.3 |    |     |    | 2.9 | 13.4 |
| 2  | Red Rocha      | 24   | 48 |    |    | 4.8 | 15.4 | .314 |    |     |     | 3.1 | 4.4 | .690 |    |    |    | 0.8 |    |     |    | 4.4 | 12.7 |
| 3  | Belus Smawley  | 29   | 48 |    |    | 4.4 | 14.3 | .308 |    |     |     | 2.3 | 3.1 | .740 |    |    |    | 0.4 |    |     |    | 1.8 | 11.1 |
| 4  | Bob Doll       | 28   | 42 |    |    | 4.1 | 15.7 | .264 |    |     |     | 2.3 | 3.5 | .662 |    |    |    | 0.6 |    |     |    | 2.5 | 10.6 |
| 5  | Irv Rothenberg | 26   | 24 |    |    | 2.6 | 9.1  | .289 |    |     |     | 2.5 | 4.4 | .566 |    |    |    | 0.2 |    |     |    | 2.9 | 7.8  |
| 6  | Grady Lewis    | 30   | 24 |    |    | 2.5 | 9.9  | .248 |    |     |     | 2.0 | 3.0 | .667 |    |    |    | 0.5 |    |     |    | 3.5 | 6.9  |
| 7  | Don Putman     | 25   | 42 |    |    | 2.5 | 9.5  | .263 |    |     |     | 1.4 | 2.0 | .679 |    |    |    | 0.6 |    |     |    | 2.3 | 6.4  |
| 8  | Ariel Maughan  | 24   | 28 |    |    | 1.9 | 5.9  | .327 |    |     |     | 0.8 | 1.3 | .568 |    |    |    | 0.1 |    |     |    | 1.9 | 4.6  |
| 9  | Buddy O'Grady  | 28   | 44 |    |    | 1.5 | 5.8  | .261 |    |     |     | 0.8 | 1.2 | .667 |    |    |    | 0.2 |    |     |    | 1.4 | 3.9  |
| 10 | Giff Roux      | 24   | 46 |    |    | 1.5 | 5.6  | .264 |    |     |     | 0.9 | 1.5 | .588 |    |    |    | 0.3 |    |     |    | 1.3 | 3.8  |
| 11 | Don Martin     | 27   | 39 |    |    | 0.9 | 3.8  | .233 |    |     |     | 0.4 | 0.8 | .455 |    |    |    | 0.1 |    |     |    | 1.6 | 2.2  |
| 12 | Wyndol Gray    | 25   | 11 |    |    | 0.5 | 3.3  | .167 |    |     |     | 0.1 | 0.3 | .333 |    |    |    | 0.3 |    |     |    | 1.5 | 1.2  |
| 13 | John Abramovic | 28   | 4  |    |    | 0.3 | 2.5  | .100 |    |     |     | 0.5 | 1.0 | .500 |    |    |    | 0.3 |    |     |    | 1.3 | 1.0  |

## Galardones y récords
| Jugador    | Galardón                    |
| John Logan | 2º Mejor quinteto de la BAA |